# Гулин, Юрий Иванович
Ю́рий Ива́нович Гу́лин (1926—1988) — старшина Рабоче-крестьянской Красной Армии, участник Великой Отечественной войны, Герой Советского Союза (1945).

## Биография
Юрий Гулин родился 6 апреля 1926 года в селе Троицкое Мелитопольского округа (ныне — в Мелитопольском районе Запорожской области Украины) в крестьянской семье. Окончил девять классов школы, после чего работал слесарем в «Орггазстрое» в посёлке Аргаяш Челябинской области. 
Участник Великой Отечественной войны. В июле 1944 года Гулин был призван на службу в Рабоче-крестьянскую Красную Армию. С января 1945 года — на фронтах Великой Отечественной войны, был стрелком 267-го гвардейского стрелкового полка 89-й гвардейской стрелковой дивизии 5-й ударной армии 1-го Белорусского фронта. Отличился во время освобождения Польши.
14 января 1945 года в ходе прорыва вражеской обороны Гулин подобрался к немецкому дзоту и взорвал его, а затем первым ворвался в траншею противника, уничтожив 10 солдат и офицеров. 17 января в ходе форсирования Пилицы в районе Михалува Гулин первым в своём подразделении переправился на западный берег, уничтожив расчёт вражеского пулемёта.
Указом Президиума Верховного Совета СССР от 27 февраля 1945 года за «образцовое выполнение боевых заданий командования на фронте борьбы с немецкими захватчиками и проявленные при этом отвагу и геройство» гвардии красноармеец Юрий Гулин был удостоен высокого звания Героя Советского Союза с вручением ордена Ленина и медали «Золотая Звезда» за номером 7710.
В 1946 году в звании старшины Гулин был демобилизован. Проживал в Ташкенте, находился на хозяйственной работе в органах МВД Узбекской ССР. В 1969 году вышел на пенсию. Умер 6 июля 1988 года, похоронен в Ташкенте на Аллее Героев Воинского кладбища.
Был также награждён орденом Отечественной войны 1-й степени и рядом медалей.